# 章枚
章枚（1912年—1995年2月24日），原名苏寿彭，男，广东新会人，中国音乐理论家、作曲家、合唱指挥，曾任中国音乐家协会理事。